# بافتان (راسک)
بافتان، روستایی در دهستان جکیگور بخش مرکزی شهرستان راسک در استان سیستان و بلوچستان ایران است.

## جمعیت
بر پایه سرشماری عمومی نفوس و مسکن در سال ۱۳۹۵، جمعیت این روستا برابر با ۱٬۶۴۵ نفر (۳۵۶ خانوار) بوده‌است.